# برندا بروس
برندا بروس (انگلیسی: Brenda Bruce؛ ۷ ژوئیه ۱۹۱۹ – ۱۹ فوریهٔ ۱۹۹۶) یک هنرپیشه اهل بریتانیا بود.
از فیلم‌ها یا برنامه‌های تلویزیونی که وی در آن نقش داشته است می‌توان به نگاه دزدکی، کابوس، مردی با ماسک آهنین، دوریت کوچک، تقسیم وراث اشاره کرد.